# Alemania en los Juegos Paralímpicos de Pyeongchang 2018
Alemania estuvo representada en los Juegos Paralímpicos de Pyeongchang 2018 por un total de 20 deportistas, 11 mujeres y nueve hombres.

## Medallistas
El equipo paralímpico alemán obtuvo las siguientes medallas:
| Nombre                                       | Deporte        | Evento                               |
| -------------------------------------------- | -------------- | ------------------------------------ |
| Oro                                          |                |                                      |
| Andrea Eskau                                 | Biatlón        | 10 km sentado femenino               |
| Andrea Eskau                                 | Biatlón        | 12,5 km sentado femenino             |
| Martin Fleig                                 | Biatlón        | 15 km sentado masculino              |
| Anna-Lena Forster                            | Esquí alpino   | Eslalon sentado femenino             |
| Anna-Lena Forster                            | Esquí alpino   | Supercombinada sentado femenino      |
| Anna Schaffelhuber                           | Esquí alpino   | Descenso sentado femenino            |
| Anna Schaffelhuber                           | Esquí alpino   | Supergigante sentado femenino        |
| Plata                                        |                |                                      |
| Andrea Rothfuss                              | Esquí alpino   | Descenso de pie femenino             |
| Andrea Rothfuss                              | Esquí alpino   | Eslalon gigante de pie femenino      |
| Andrea Rothfuss                              | Esquí alpino   | Supergigante de pie femenino         |
| Andrea Rothfuss                              | Esquí alpino   | Supercombinada de pie femenino       |
| Anna Schaffelhuber                           | Esquí alpino   | Supercombinada sentado femenino      |
| Andrea Eskau                                 | Esquí de fondo | 1,1 km velocidad sentado femenino    |
| Andrea Eskau                                 | Esquí de fondo | 5 km sentado femenino                |
| Andrea Eskau                                 | Esquí de fondo | 12 km sentado femenino               |
| Bronce                                       |                |                                      |
| Clara Klug                                   | Biatlón        | 10 km discapacidad visual femenino   |
| Clara Klug                                   | Biatlón        | 12,5 km discapacidad visual femenino |
| Andrea Rothfuss                              | Esquí alpino   | Eslalon de pie femenino              |
| Andrea Eskau Steffen Lehmker Alexander Ehler | Esquí de fondo | 4 × 2,5 km mixto                     |